# Batha (Syria)
Batha (arab. بطحة) – wieś w Syrii, w muhafazie Aleppo. W 2004 roku liczyła 29 mieszkańców.